# 장주덕
장주덕(1972년 1월 5일 ~)은 LG 트윈스에서 뛰었던 전 야구 선수다. 춘천고등학교를 졸업했다.

## 기록
- 1990년: 1경기
- 1991년: 6경기 13타수 4안타 2타점 0.308
- 1992년: 8경기 7타수 1안타 1타점 0.143

## 같이 보기
- 1990년 LG 트윈스 시즌